# Öreälven
Öreälven este o arie protejată (arie specială de conservare — SAC, sit de importanță comunitară — SCI) din Suedia întinsă pe o suprafață de 9.927,6 ha, integral pe uscat.

## Localizare
Centrul sitului Öreälven este situat la coordonatele 64°16′20″N 18°36′30″E / 64.2722°N 18.6084°E.

## Înființare
Situl Öreälven a fost declarat sit de importanță comunitară în decembrie 1998 pentru a proteja 1 specie de plante și 5 specii de animale. Situl a fost protejat și ca arie specială de conservare în martie 2011.

## Biodiversitate
Situată în ecoregiunile boreală și marină baltică, aria protejată conține 4 habitate naturale: Lacuri și iazuri distrofice naturale, Ape oligotrofe din câmpii nisipoase, cu un conținut foarte redus de minerale (Littorelletalia uniflorae), Râuri naturale fino-scandinave, Cursuri de apă de la nivel de câmpie la nivel montan, cu vegetație Ranunculion fluitantis și Callitricho-Batrachion.
La baza desemnării sitului se află mai multe specii protejate:
- plante (1): Persicaria foliosa
- mamifere (1): vidră de râu (Lutra lutra)
- nevertebrate (2): Dytiscus latissimus, Margaritifera margaritifera
- pești (2): zglăvoacă (Cottus gobio), somonul (Salmo salar)